# Coeymans
Coeymans es un pueblo ubicado en el condado de Albany en el estado estadounidense de Nueva York. En el año 2000 tenía una población de 8.151 habitantes y una densidad poblacional de 62.7 personas por km².

## Geografía
Coeymans se encuentra ubicado en las coordenadas 42°28′26″N 74°47′32″O / 42.47389, -74.79222.

## Demografía
Según la Oficina del Censo en 2000 los ingresos medios por hogar en la localidad eran de $46,742, y los ingresos medios por familia eran $57,808. Los hombres tenían unos ingresos medios de $41,197 frente a los $28,038 para las mujeres. La renta per cápita para la localidad era de $21,686. Alrededor del 6.9% de la población estaban por debajo del umbral de pobreza.